# Халсбах
Халсбах (њем. Halsbach) општина је у њемачкој савезној држави Баварска. Једно је од 24 општинска средишта округа Алтетинг. Према процјени из 2010. у општини је живјело 925 становника. Посједује регионалну шифру (AGS) 9171119.

## Географски и демографски подаци
Халсбах се налази у савезној држави Баварска у округу Алтетинг. Општина се налази на надморској висини од 474 метра. Површина општине износи 22,1 km². У самом мјесту је, према процјени из 2010. године, живјело 925 становника. Просјечна густина становништва износи 42 становника/km².